# Bâtiment situé 31 rue Ljube Nešića à Zaječar
Le bâtiment situé 31 rue Ljube Nešića à Zaječar (en serbe cyrillique : Зграда у Ул. Љубе Нешића 31 у Зајечару ; en serbe latin : Zgrada u Ul. Ljube Nešića 31 u Zaječaru) se trouve à Zaječar, dans le district de Zaječar, en Serbie. Il est inscrit sur la liste des monuments culturels protégés de la république de Serbie (identifiant no SK 593),.

## Présentation
Le bâtiment a été construit en 1911.